# پیامک هوشمند
پیامک هوشمند (به انگلیسی:smart messaging) سرویسی است که شرکت نوکیا برای فرستادن و دریافت محتوای دیجیتالی مثل تصویر و لوگو با پیامک ایجاد کرده‌بود.